# Бекім Фехмію
Бекім Фехмію (сербохорв. Bekim Fehmiju, алб. Bekim Fehmiu; 1 червня 1936, Сараєво, Боснія і Герцеговина, Королівство Югославія — 15 червня 2010, Белград, Сербія) — югославський актор албанського походження.

## Біографія

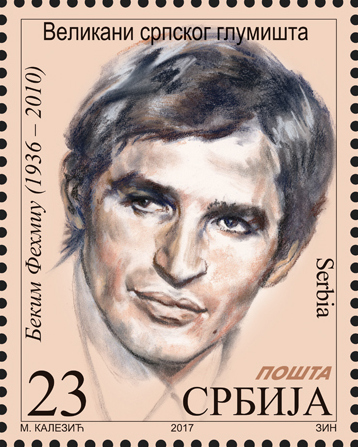
Bekim Fehmiu 2017 stamp of Serbia

Народився в родині відомого педагога, засновника вищої школи в Косові й Албанії, борця за незалежність Ібрагіма Фехмію (ім'я при народженні — Імер Халілі; 1892—1951). За національністю — косовський албанець.
Після закінчення училища вивчав драматичне мистецтво в Академії театру, кіно, радіо і ТБ в Белграді (майстерня Мате Мілошевича, 1960). У 1955—1960 рр. — в драматичному театрі в Пріштіні, Косово. У 1960—1987 роках — в югославському драматичному театру в Белграді. У 1987 році пішов з театру в зв'язку з «наростаючою антіалбанською пропагандою в югославському суспільстві».
Дебютував в кіно в 1953 році в комедії режисера Младоміра Джорджевича «Opstinsko dete». Першу велику роль виконав у військовій драмі «Під тим же небом / Помста за вбивство» (1964, реж. Любиша Джорджевскі і Міка Стаменковича).
З 1953 по 1998 рр. виконав ролі в 41 фільмі. Отримав популярність після виконання ряду великих ролей в югославському кіно — Халіл-бек в драмі Міодрага Поповича «Рой» (1966, Премія «Золота арена», 1967), Бора в фільмі Олександра Петровича «Скупники пір'я» і Іво Байсіч в стрічці Фаділа Хаджича «Протест» (обидва 1967), тренер Зарко Манізаба в «Спеціальному вихованні» (1977).
Завдяки співпраці з продюсером Діно Де Лаурентісом, з 1968 році успішно знімався в Італії, Іспанії, ФРН, ставши згодом європейською зіркою. Значна робота Фехмію — головна роль Улліса в італійському міні-серіалі «Одіссея» (1968, реж. Франко Россі, П'єро Сківадзаппо).
У 1998 році вирішив призупинити кар'єру в кіно. У 2001 році видав книгу спогадів «Blistavo i strašno».
Був одружений з актрисою Бранкою Петрич, мав двох дітей Гедеона і Улікс. Улікс Фехмі — актор і продюсер, живе в США, знімається в Сербії, Хорватії і США з 1990 р.

## Фільмографія
- 1966 — «Морган: слушна нагода для терапії» (Велика Британія)
- 1967 — «Скупники пір'я» (Югославія), Бора — головна роль
- 1968 — «Про причини смерті не згадувати», (Югославія, НДР), Михайло — головна роль
- 1968 — «Одіссея», (Італія), Улісс / Одіссей — головна роль
- 1970 — «Шукачі пригод», (США)
- 1974 — «Граф Каліостро», (Італія)
- 1974 — «Гра в правду»[it] / (Il gioco della verità, Італія)
- 1975 — «Салон Кітті» / (Salon Kitty, Італія, ФРН, Франція) — Ганс Райтер
- 1977 — «Чорна неділя», (США)
- 1979 — «Партизанська ескадрилья» (Югославія), майор Драган — головна роль
- 1987 — «Дитина на ім'я Ісус», (Італія)

## Нагороди
- 1974 Нагорода Міжнародного кінофестивалю у Лачено (Італія):
  - премія «Золотий Лачено» найкращому акторові